# Медяник, Светлана Александровна
Светлана Александровна Медяник (род. 24 июля 1961 года) — советская певица.

## Биография
Родилась в 1961 году.
Окончила вокальный факультет Ленинградской государственной консерватории имени Н. А. Римского-Корсакова.
В 1986—1987 годах работала в Ленинградском Мюзик-холле.
Участвовала в новогоднем «Голубом огоньке» 1985/86 гг. с песней «Ночь чудес» (комп. В. Быстряков) и 1986/87 гг. с песней "Четыре чертенка" (комп. И.Николаев). 
Дипломант конкурса «Сочи-84». В 1986 году с песней «Но не со мной» (комп. И. Корнелюк) стала лауреатом 2-й премии Первого Всесоюзного телевизионного конкурса «Юрмала-86».
Записала два магнитоальбома — в 1985 и в 1988 гг. Также в 1988 году на фирме «Мелодия» вышла пластинка «Телефон молчит», на которой были представлены четыре песни С. Медяник в авторском исполнении. Выпустила несколько видеоклипов: «Четыре чёрненьких чумазеньких чертёнка» (комп. И. Николаев), «А кому какое дело», «Телефон молчит».
Одна из авторских песен Светланы Медяник — «Блондин с голубыми глазами» — стала известной после выхода музыкального фильма «Наш человек в Сан-Ремо», в котором певица исполнила этот шлягер «за кадром» за главную героиню.
В хит-параде «Звуковая дорожка МК» заняла 9-е место в ТОП-10 «Лучшие певицы» 1986 года.
В начале 1990-х годов эмигрировала в Канаду, проживала в городе Торонто, в середине 1990-х годов пела в одном из канадских ресторанов.
В настоящее время выступает в телепрограмме RussianCanadianTV — Микс Тв, ведет шоу «Перекресток» на канадском радио «Radio Nova Toronto».